# Veerle Nachtegaele
Veerle Nachtegaele (Oudenaarde, 6 januari 1947) is een Vlaamse huisarts en politicus uit Wortegem-Petegem. Ze is lid van de politieke partij Open Vld en is eerste schepen in het college van burgemeester en schepenen van Wortegem-Petegem.
Nachtegaele is sinds 1975 huisarts en sedert 2000 gemeenteraadslid. Ze is vooral in het nieuws gekomen als burgemeester die geen burgemeester kon zijn. Na de gemeenteraadsverkiezingen van 8 oktober 2006 werd er een klacht ingediend tegen haar. Na het arrest van de Raad van State over vermeende kiesfraude werden er nieuwe verkiezingen uitgeschreven op 22 april 2007. Open Vld behaalde bij die verkiezingen een absolute meerderheid, maar de voordracht van Nachtegaele als burgemeester werd afgeblokt door een klacht met burgerlijke partijstelling. Uiteindelijk werd Luc Vander Meeren burgemeester van Wortegem-Petegem.
Ze is gehuwd met Jean-Paul Vantomme en ze woont in Wortegem.